# Менджехув
Менджехув (пол. Mędrzechów) — село в Польщі, у гміні Менджехув Домбровського повіту Малопольського воєводства.
Населення — 1291 особа (2011).
У 1975-1998 роках село належало до Тарновського воєводства.

## Демографія
Демографічна структура станом на 31 березня 2011 року:
|          | Загалом | Допрацездатний вік | Працездатний вік | Постпрацездатний вік |
| -------- | ------- | ------------------ | ---------------- | -------------------- |
| Чоловіки | 616     | 115                | 435              | 66                   |
| Жінки    | 675     | 133                | 407              | 135                  |
| Разом    | 1291    | 248                | 842              | 201                  |